# 552 (tal)
552 är det naturliga heltal som följer 551 och följs av 553.

## Matematiska egenskaper
- 552 är ett jämnt tal.
- 552 är ett sammansatt tal.
- 552 är ett ymnigt tal.
- 552 är ett Harshadtal.
- 552 är ett Rektangeltal.
- 552 är ett Praktiskt tal.

## Inom vetenskapen
- 552 Sigelinde, en asteroid.